# La Carrière du mal
La Carrière du mal (titre original : Career of Evil est un roman policier de Robert Galbraith (nom de plume de la romancière J. K. Rowling) publié en anglais en octobre 2015. Les éditions Grasset ont publié sa traduction française le 30 mars 2016.
Ce roman est le troisième de la série Les Enquêtes de Cormoran Strike. Le premier tome, L'Appel du Coucou, étant paru en 2013 et le deuxième, Le Ver à soie, en 2014.
Robin Ellacot, secrétaire et associée dans les faits du détective privé Cormoran Strike, reçoit un paquet contenant une jambe de femme sectionnée, accompagnée d'une lettre mentionnant un extrait d'une chanson du groupe Blue Öyster Cult, phrase qui était tatouée sur le ventre de la mère désormais décédée de Cormoran. Cet indice met le détective sur la trace de trois de ces anciennes connaissances : Jeff Whittaker, son beau-père soupçonné d'avoir tué la mère de Cormoran, Noel Brockbank, un pédophile que Cormoran a échoué à faire condamner dans le passé et enfin Donald Laing, autre échec passé de Cormoran, les mauvais traitements de Laing sur sa femme et son enfant étant restés impunis. La police choisit de concentrer ses investigations sur Digger Malley, un truand incarcéré à la suite du témoignage anonyme du détective. Un jeu de chat et la souris va se mettre en place entre l'homme ayant envoyé la jambe et Robin qu'il ne cesse de traquer, Cormoran faisant tout pour tenter d'éloigner au maximum sa secrétaire du danger.

## Principaux personnages
- La victime inconnue
  - Jeune femme assassinée, dont la jambe a été envoyée par la poste à Robin Ellacott.

- Enquêteurs et policiers
  - Cormoran Strike : 36 ans, détective privé, handicapé (amputé à la jambe droite au niveau du genou).
  - Robin Ellacott : 26 ans, secrétaire de Cormoran Strike, fiancée à Matthew Cunliffe.
  - Eric Wardle : sergent de Scotland Yard.
  - Roy Carver : inspecteur de Scotland Yard.
  - Vanessa Ekwensi : policière de Scotland Yard[1].
  - Graham Hardacre : membre de la police militaire et ami de Cormoran Strike.

- Les suspects
  - Terence « Digger » Malley : un gangster ultraviolent de Londres, spécialisé dans la prostitution.
  - Jeff Whittaker : beau-père de Cormoran Strike soupçonné d'avoir provoqué par overdose Leda, la mère de Cormoran.
  - Donald Laing : Écossais ayant commis des mauvais traitements sur sa femme et sur Brittany, la fille de celle-ci.
  - Noel Brockbank : pédophile que Cormoran Strike a échoué à faire condamner ; il a accusé Strike de lui avoir causé des lésions cérébrales.

- Entourage de Cormoran et de Robin
  - Matthew Cunliffe : comptable ; fiancé de Robin Ellacott.
  - Linda et Martin : respectivement mère et frère de Robin.
  - Elin : petite amie de Cormoran Strike depuis deux mois ; animatrice radio.
  - Nick et Ilsa Herbert : amis de longue date de Cormoran Strike. Nick est gastro-entérologue et Ilsa est avocate.

- Autres personnages
  - Shanker : pseudonyme d'un personnage asocial aux activités louches ; ami de Cormoran Strike, il lui communique des informations (« tuyaux ») issues de la petite délinquance.
  - Brittany Brockbank : fille de la compagne de Noel Brockbank ; Cormoran craint qu'elle soit « la victime inconnue » dont la jambe a été découpée et envoyée.
  - Dominic Culpepper : journaliste travaillant au sein de News of the World, journal de la presse people  ; connaissance de Strike.

## Résumé
Le roman est composé de 62 chapitres de tailles différentes.

### Mise en place de l'intrigue
Chapitres 1 à 13.
On est en avril 2011 et le lecteur suit les pensées d'un homme, psychopathe et vindicatif, qui veut assouvir une soif de vengeance à l'encontre de Cormoran Strike. Plus tard, l'homme, déguisé en livreur lambda, remet à Robin un gros colis. Pendant à des achats effectués récemment, Robin les monte à l'agence. Elle découvre avec horreur que le colis contient la jambe amputée d'une femme (il s'agit de l’avant-jambe, depuis le genou jusqu'au pied). Cormoran appelle immédiatement Eric Wardle, son contact à Scotland Yard. Celui-ci arrive sur les lieux peu de temps après et examine le colis. À l'intérieur, il y a un papier contenant les paroles d'une chanson. Cormoran reconnaît immédiatement ces paroles qui sont celles du dernier couplet de la chanson Mistress of the Salmon Salt du groupe Blue Öyster Cult. Le psychopathe, qui a signé son crime, est un homme qu'il a croisé dans le passé (chapitres 1 à 3).
Cormoran pense à quatre suspects possibles et s'en ouvre à Wardle (chapitre 4) :
- Terrence Malley, dit « Digger » : un gangster qui avait dans le passé tué des femmes, et avait envoyé des membres découpés par la poste ; Cormoran avait témoigné comme témoin anonyme à son encontre ; mais théoriquement Digger ignore l'identité de Cormoran ;
- Jeff Whittaker : l'ancien beau-père de Cormoran ; il avait été accusé d'avoir provoqué la mort par overdose de Leda, la mère de Cormoran ; jugé, il avait été acquitté au bénéfice du doute ;
- Noel Brockbank : un ancien militaire d'une division blindée, engagé lors de la Première Guerre du golfe, pédophile, que Cormoran avait arrêté ;
- Donald Laing : un ancien militaire d'un régiment d'infanterie qui avait abusé de sa femme et de leur enfant ; arrêté par Cormoran, il avait perdu ses droits civils et avait été condamné à dix ans d'emprisonnement. Il est sorti de prison quatre ans avant, en 2007, au bout de six ans d'incarcération.

On apprend qu'à la suite des événements narrés dans le roman précédent, le mariage de Robin et de Matthew a été repoussé au 2 juillet. Matthew continue de voir d'un mauvais œil l'activité professionnelle de Robin, qu'il estime dangereuse et mal payée. Pour sa part, Cormmoran vit une liaison sentimentale avec Elin, une animatrice de radio. Cormoran fait des recherches sur internet : il craint que Brittany Brockbank, la fille de Noel Brockbank, soit « la victime inconnue » dont la jambe a été découpée et envoyée. Robin fait aussi des recherches sur internet, et lit notamment la fiche Wikipédia de Leda, la mère de Cormoran (chapitres 5 et 6).
Robin et Cormoran continuent leurs enquêtes en cours, notamment celle commandée par « Mad Dad » au sujet de sa petite amie « Platine ». Ils ignorent que le psychopathe suit méticuleusement tous leurs déplacements. Cormoran rencontre Shanker, un contact de longue date qui lui communique des tuyaux glanés çà et là, à qui il demande de se renseigner sur Terence « Digger » Malley, l'un des quatre suspects. S'ensuit un long retour de Cormoran sur l’enfance et l'adolescence de Cormoran, lorsque Leda fréquentait le monde du rock dans les années 1970 et 1980 (chapitres 7 à 10).
Tandis que Robin est retournée un long week-end (vendredi/lundi) dans le Yorkshire pour préparer le mariage avec Matthew, Cormoran, poursuivi par la presse people, trouve refuge chez ses amis d'enfance Nick et Ilsa. Ils évoquent longuement l'affaire. Ilsa suggère que Robin ferait une excellente compagne de vie pour Cormoran, ce à quoi ce dernier répond que leurs relations sont strictement professionnelles. Rencontrant de nouveau Eric Wardle, Cormoran se rend compte que la police se focalise sur Terrence Malley (« Digger ») dont la violence, les antécédents judiciaires et le mode opératoire fait un suspect évident. Pendant ce temps, dans sa famille près de York, Robin fait des recherches sur internet au sujet de l'acrotomophilie, une paraphilie dans laquelle un individu est sexuellement attiré par un partenaire amputé. Quand Matthew découvre la teneur de ses recherches, une dispute éclate (chapitres 11 à 13).

### Enquête
Cormoran prend le train jusqu'à Édimbourg pour enquêter au Special Investigation Branch (en). Grâce à son ancien collègue, Graham Hardacre, il prend connaissance des fichiers concernant deux des suspects, Noel Brockbank et Donald Laing, et prend notamment connaissance des rapports d'expertise psychiatrique. Puisqu'il se trouve en Écosse et que Donald Laing avait vécu à Melrose, à moins d'une centaine de kilomètres de là, autant enquêter sur lui. Cormoran se souvient des deux fois où il avait rencontré Laing : la première au cours d'un match de boxe, où il l'avait battu, puis quelques années plus tard à Chypre. L'homme s'était marié avec Rhona (16 ans) et le couple avait eu un bébé. Il faisait partie du King's Own Royal Border Regiment (en). Un jour, passant à proximité du domicile du couple, le sixième sens de Cormoran lui avait soufflé l'impression qu'il se passait quelque chose. S'étant introduit dans le domicile du couple, il y avait découvert Rhona à moitié nue et ligotée au lit, avec le bébé hurlant non loin de là. Laing avait été arrêté et était passé en jugement. Il avait été condamné à une peine d'emprisonnement et Cormoran n'en avait plus jamais entendu parler. Graham Hardacre lui prêtant sa voiture, Cormoran se rend à Melrose pour y retrouver la mère de Donald Laing. Il finit par la trouver, mais la vieille dame souffre de la maladie d'Alzheimer et ne lui est d'aucune aide. Il parvient aussi à rencontrer Mme Bunyan, la mère de Rhona. Elle lui parle de la rencontre de sa fille avec Laing, de leur relation sentimentale, de leur mariage puis de leur départ vers Chypre. Après sa sortie de détention, il était revenu à Melrose mais s'en s'intégrer : ses parents ne voulaient plus de lui et Rhona, après le divorce, avait quitté la région et s'était remariée avec un policier prénommé Ben. Il ne s'était pas attardé dans la région et était parti. Son domicile actuel est inconnu (chapitres 14 à 16).
Robin est insatisfaite de son week-end, durant lequel elle s'est encore disputée avec Matthew. Le mardi matin, alors qu'elle est de nouveau suivie par le psychopathe, elle découvre Shanker, qui vient à l'agence pour fournir Cormoran en « tuyaux » moyennant rétribution. C'est l'occasion pour Strike de se remémorer comment il avait connu Shanker vingt ans auparavant : Shanker, déjà adonné à des activités douteuses, avait protégé Cormoran et Lucy du caractère détestable de Jeff Whittaker (chapitres 17 et 18).
Mais la dispute entre Robin et Matthew a été plus importante que prévu. Alors qu'elle est suivie par le psychopathe, en fin de soirée Robin entre dans un pub et y consomme de l’alcool plus que de raison. Cormoran vient la voir. Elle lui révèle la raison de son mal-être. Quand elle était à l'université cinq ou six ans auparavant, elle avait été violée par un homme grimé avec un masque de singe. Les renseignements qu'elle avait donnés à la police avaient permis l'arrestation et la condamnation de l’homme. Mais Robin, traumatisée, avait arrêté ses études pendant une année. Et pendant ce temps, Matthew avait eu une liaison de plusieurs mois avec Sarah Shadlock. Il avait toujours caché à Robin cette liaison, alors que le couple continuait de la voir de temps en temps. Et Robin a découvert cette ancienne liaison durant le week-end. Elle envisage de rompre, et en tout cas elle vient de retirer sa bague de fiançailles. Strike la fait dormir pour la nuit dans un hôtel de bon aloi. En rentrant chez lui, il a l'impression d'être suivi par un homme. Se retournant et interpellant son suiveur, l'homme s'enfuit. Cormoran n'aime pas cela : s'agirait-il du psychopathe ? Le lendemain, les deux détectives apprennent que l'on a découvert le cadavre d'une jeune femme démembrée : ukrainienne de 24 ans, prénommée Oxana, sa jambe est manquante. Le policier Wardle pense qu'on a découvert la victime. Cormoran indique à Robin qu'il va se rendre à Barrow-in-Furness en Cumbria, là où Brockbank est censé résider. Si on le trouve là-bas et qu'il n'a pas quitté la région ces 15 derniers jours, il pourra être rayé de la liste des suspects (chapitres 19 à 22).

## Autour du roman

### Titre du roman
Le titre du roman fait référence à une chanson du groupe de rock américain Blue Öyster Cult et de nombreux passages du livre sont en rapport avec le groupe. La mère de Cormoran était une fan de ce groupe, d'où le deuxième prénom de Cormoran : Blue. Dans les éditions anglo-saxonnes, Cormoran est ainsi souvent nommé avec son initiale intermédiaire (Cormoran B. Strike), mais il a fallu attendre ce troisième opus pour en connaître la signification.

### Adaptation
Une série télévisée adaptée des romans, C.B. Strike, est réalisée pour BBC One avec Tom Burke dans le rôle du détective Cormoran Strike et Holliday Grainger dans le rôle de Robin.
Les sixième et septième épisodes, composant l'adaptation du roman La Carrière du mal, sont diffusés au Royaume-Uni les 25 février 2018 et 4 mars 2018.